# Fiat 125
Fiat 125 – samochód osobowy klasy średniej produkowany przez włoski koncern motoryzacyjny Fiat w latach 1967–1972, następnie w Argentynie do 1982. Jego wersją był Polski Fiat 125p produkowany na licencji w Polsce w latach 1967–1991.

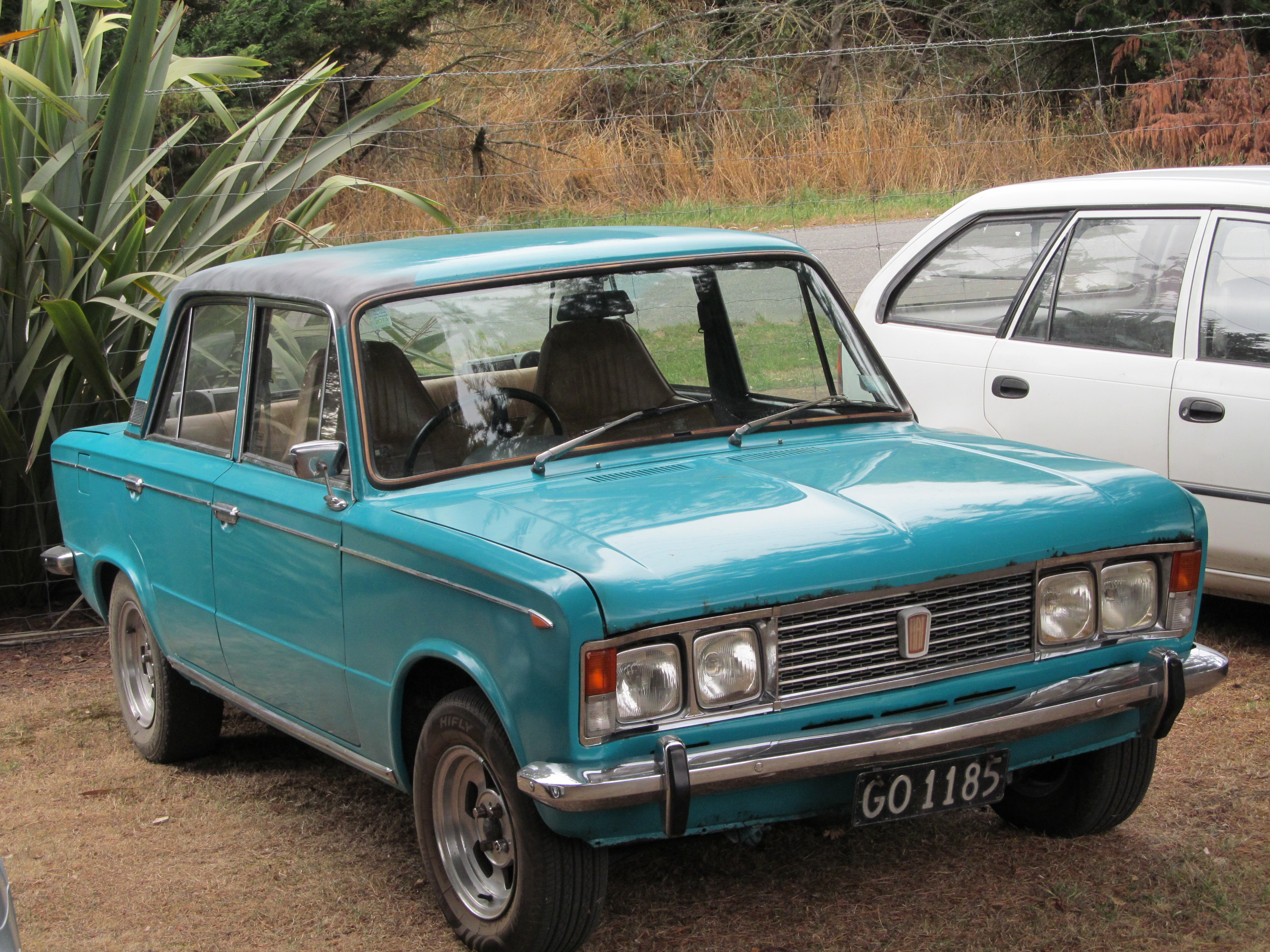
Fiat 125

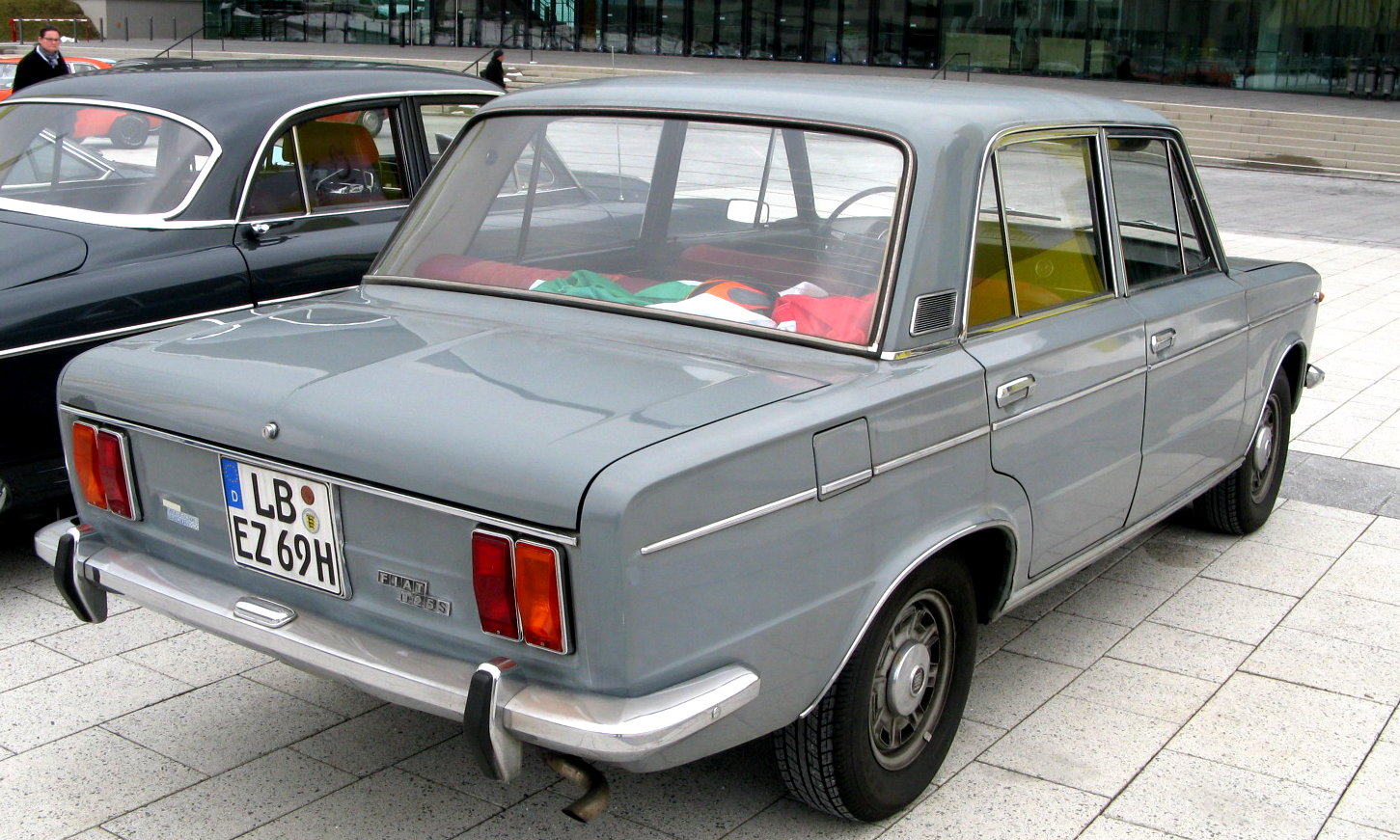
Fiat 125S z 1969 roku – tył

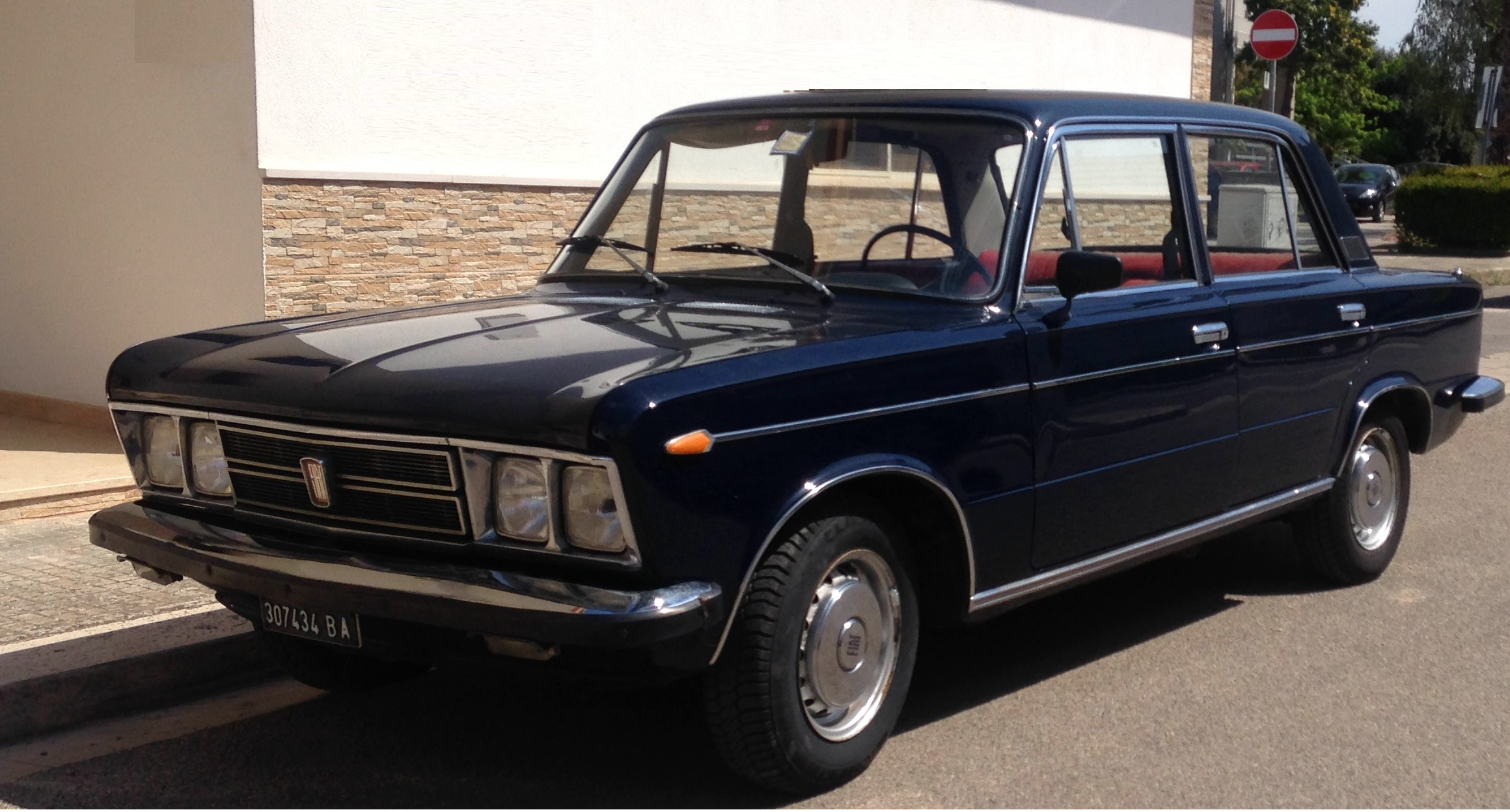
Fiat 125 Special po faceliftingu z 1970 roku

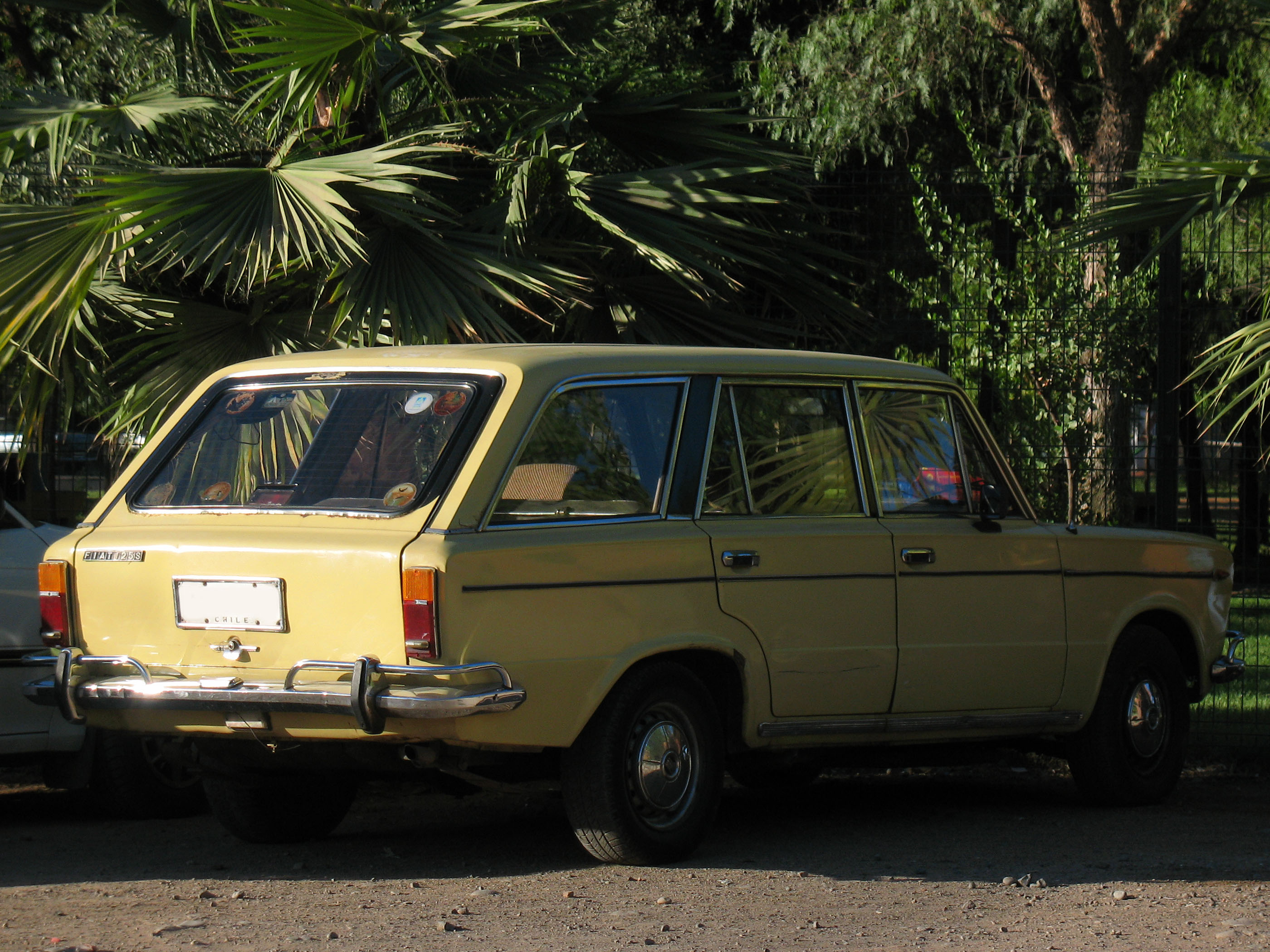
Fiat 125 Familiar z 1973 roku

## Historia i opis modelu
Samochód został po raz pierwszy oficjalnie zaprezentowany podczas targów motoryzacyjnych w Turynie w listopadzie 1966 roku. Auto zbudowane zostało na bazie płyty podłogowej modelu 1300/1500. Kabina pasażerska zaczerpnięta została z modelu 124. Wnętrze oraz przednia i tylna część nadwozia zostały zaprojektowane specjalnie dla pojazdu przez Centro Stile Fiat pod nadzorem Dante Giacosa. Oficjalna premiera miała miejsce 22 kwietnia 1967.
Produkcję pojazdu rozpoczęto w 1967 roku. Auto napędzał 4-cylindrowy silnik benzynowy o pojemności 1608 cm³ z dwoma wałkami rozrządu (układ DOHC) rozwijający moc 90 KM i maksymalny moment obrotowy 127 Nm. W listopadzie 1968 roku do oferty wprowadzono wersję Special, która w stosunku do standardowej wersji pojazdu otrzymała 5-biegową manualną skrzynię biegów oraz zwiększoną moc silnika do 100 KM. Niżej poprowadzone zostały listwy boczne, tapicerka wnętrza wykonana była ze skaju połączonego z materiałem, powiększono zbiornik paliwa oraz zastosowano nowy wzór kołpaków.
Od 1970 roku w ofercie pozostała wyłącznie wersja Special, która przeszła lifting nadwozia. Auto otrzymało nową atrapę chłodnicy, nowe zderzaki, przeniesione zostały kierunkowskazy pod zderzak, z tyłu pojazdu pojawiły się nowe, zintegrowane lampy kierunkowskazów oraz świateł Stop. W tym samym roku rozpoczęto montaż 3-biegowej automatycznej skrzyni biegów. Produkcję modelu zakończono w 1972 roku. Następcą został Fiat 132.
Na podstawie umowy licencyjnej z polską Fabryką Samochodów Osobowych z 1965 roku, rozpoczęto dwa lata później produkcję Polskiego Fiata 125p. Polski odpowiednik modelu otrzymał zarówno podwozie jak i nadwozie modelu 125. W nadwoziu pojazdu zmienione zostały przetłoczenia maski oraz tylnej klapy, zastosowano także inną atrapę chłodnicy wraz z reflektorami. Polski Fiat 125p inaczej miał usytuowany zbiornik paliwa. Deska rozdzielcza modelu oraz silniki pochodziły z modelu 1300/1500. Po wygaśnięciu w 1983 roku licencji, Polski Fiat 125p przemianowany został na FSO 125p.
W latach 1972–1982 auto produkowane było także w Argentynie.
W plebiscycie na Europejski Samochód Roku 1968 samochód zajął 2. pozycję (za NSU Ro 80).

### Dane techniczne
| Wersja             | Silnik                    | Układ zasilania    | Średnica × skok tłoka | St. sprężania      | Moc maksymalna                 | Maks. moment obrotowy | 0-100 km/h         | Vmax               |
| Silniki benzynowe: | Silniki benzynowe:        | Silniki benzynowe: | Silniki benzynowe:    | Silniki benzynowe: | Silniki benzynowe:             | Silniki benzynowe:    | Silniki benzynowe: | Silniki benzynowe: |
| ------------------ | ------------------------- | ------------------ | --------------------- | ------------------ | ------------------------------ | --------------------- | ------------------ | ------------------ |
| Saloon             | R4 1,6 l (1608 cm³), DOHC | gaźnik             | 80 mm × 80 mm         | 8,8:1              | 90 KM (66 kW) przy 5600 rpm    | 127 N•m przy 3500 rpm | 11,8 s             | 161 km/h           |
| Special            | R4 1,6 l (1608 cm³), DOHC | gaźnik             | 80 mm × 80 mm         | 8,8:1              | 100 KM (73,6 kW) przy 6200 rpm | 130 N•m przy 4000 rpm | 11 s               | 170 km/h           |

- Współczynnik oporu powietrza: 0,45
- Rozstaw kół:
  - Tył: 1291 mm
  - Przód: 1313 mm
- Najmniejszy promień skrętu: 5,4 m
- Opony: 175 SR13